# Dave Boyes
Dave Boyes   () és un remer canadenc, ja retirat, guanyador d'una medalla olímpica.
El 1996 va prendre part en els Jocs Olímpics d'Estiu d'Atlanta, on guanyà la medalla de plata en la prova del quatre sense timoner lleuger del programa de rem. Formà equip amb Brian Peaker, Jeffrey Lay i Gavin Hassett.
En el seu palmarès també destaca una medalla d'or en el vuit amb timoner lleuger del Campionat del món de rem de 1993.